# Chris Balestrini
Chris Balestrini, né le 22 février 1992 à London, est un coureur de fond canadien. Il est champion NACAC de trail 2023.

## Biographie
Chris Balestrini fait ses débuts en compétition en cyclisme sur route. En 2009, il intègre l'équipe cycliste Garneau-Québecor. Sa carrière professionnelle de cycliste, qui l'oblige à courir principalement en Europe, devient difficilement conciliable avec ses études. Il décide d'abandonner le cyclisme et entre à l'université Western Ontario pour y suivre des études de médecine. Il se met à l'athlétisme où il se spécialise en course de fond. Pratiquant d'abord le cross-country et le 10 000 mètres, il décide de se concentrer sur les distances plus longues du semi-marathon et du marathon à partir de 2019,.
Il voit cependant ses objectifs bouleversés par la pandémie de Covid-19. Il diversifie sa pratique et prend part en 2021 à une course de 50 kilomètres organisée par le marathonien Reid Coolsaet. Ayant trouvé des concurrents pour l'affronter, il remporte l'événement en 2 h 48 min 32 s et établit un nouveau record du Canada sur la distance. Il fait ensuite ses débuts dans la discipline du trail.
Le 1er mai 2022, il prend le départ du marathon de Vancouver qu'il remporte en 2 h 23 min 56 s.
Le 16 septembre 2023, il prend part à l'épreuve de trail aux championnats NACAC de course en montagne et trail courus dans le cadre du Beaver Flat 50K dans le parc provincial de Saskatchewan Landing (en). Il domine l'épreuve et s'adjuge le titre en 4 h 11 min 25 s. Il devance de près de vingt minutes son plus proche poursuivant Adam Sjolund et établit un nouveau record du parcours.

## Palmarès

### Route
| Année | Compétition                 | Lieu      | Place | Épreuve       | Performance     |
| ----- | --------------------------- | --------- | ----- | ------------- | --------------- |
| 2018  | Semi-marathon de Toronto    | Toronto   | 2e    | Semi-marathon | 1 h 5 min 49 s  |
| 2019  | Gasparilla Distance Classic | Tampa     | 1er   | 15 kilomètres | 47 min 12 s     |
| 2020  | Marathon de Vancouver       | Vancouver | 1er   | Marathon      | 2 h 23 min 56 s |
| 2024  | Marathon de Vancouver       | Vancouver | 2e    | Marathon      | 2 h 23 min 53 s |

### Trail
| no  | masculin          | Course                      | Longueur | Départ            | Temps           |
| --- | ----------------- | --------------------------- | -------- | ----------------- | --------------- |
| 2e  | Médaille d'argent | Squamish 50                 | 50 mi    | 19 août 2023      | 7 h 22 min 28 s |
| 1re | Médaille d'or     | Championnats NACAC de trail | 50 km    | 16 septembre 2023 | 4 h 11 min 25 s |

## Records
| Épreuve              | Épreuve              | Performance          | Date             | Lieu      |
| -------------------- | -------------------- | -------------------- | ---------------- | --------- |
| 1 500 mètres         | Plein air            | 3 min 55 s 46        | 1er juillet 2019 | Hamilton  |
| 1 500 mètres         | En salle             | 4 min 0 s 95         | 26 novembre 2015 | London    |
| Mile                 | En salle             | 4 min 18 s 68        | 6 février 2016   | Hillsdale |
| 3 000 mètres         | En salle             | 8 min 21 s 38        | 3 février 2017   | New York  |
| 5 000 mètres         | Plein air            | 14 min 19 s 35       | 27 mai 2018      | Hamilton  |
| 5 000 mètres         | En salle             | 14 min 14 s 63       | 15 février 2020  | Boston    |
| 10 000 mètres        | 10 000 mètres        | 29 min 22 s 66       | 8 juin 2019      | Portland  |
| 3 000 mètres steeple | 3 000 mètres steeple | 9 min 16 s 87        | 23 juin 2018     | Toronto   |
| 5 kilomètres         | 5 kilomètres         | 14 min 29 s          | 8 septembre 2019 | Toronto   |
| 10 kilomètres        | 10 kilomètres        | 30 min 9 s           | 25 mai 2019      | Ottawa    |
| 15 kilomètres        | 15 kilomètres        | 47 min 12 s          | 23 février 2019  | Tampa     |
| Semi-marathon        | Semi-marathon        | 1 h 5 min 30 s       | 20 janvier 2019  | Houston   |
| Marathon             | Marathon             | 2 h 17 min 5 s       | 10 avril 2020    | Waterloo  |
| 50 kilomètres        | 50 kilomètres        | 2 h 48 min 32 s (RN) | 21 mai 2021      | Hamilton  |